# Europawahl in Belgien 1979
- Sozialdemokraten (PS/SP): 7
- Unabhängige Fraktion (VU): 1
- Liberaldemokraten (PRL/PVV): 4
- Christdemokraten (CVP/PSC): 10
- fraktionslos (FDF-RW): 2

Die Europawahl in Belgien 1979 war die erste Direktwahl zum Europäischen Parlament in Belgien. Sie fand am 10. Juni im Rahmen der EG-weiten Europawahl 1979 statt. In Belgien wurden 24 der 410 Abgeordneten vergeben. Dabei wurden die Mandate auf ein niederländischsprachiges Wahlkollegium (13 Mandate) und ein französischsprachiges Wahlkollegium (11 Mandate) aufgeteilt. Es bestand Wahlpflicht.
Gewinner der Wahl waren die Christdemokraten, die insgesamt zehn Mandate erreichten. Die sozialdemokratischen Parteien erreichten sieben Sitze, wobei die französischsprachige PS stärkste Kraft in ihrem Wahlkollegium wurde.

## Endergebnis
Die Wahlbeteiligung lag bei 91,4 %. Im niederländischsprachigen Wahlkollegium lag die Wahlbeteiligung bei 93 %, im französischsprachigen bei 89 %.
| WK  | Partei/Liste                                                                    | Stimmen   | Anteil  | Anteil  | Anteil | Mandate | Fraktion     |
| WK  | Partei/Liste                                                                    | Stimmen   | ndl. WK | frz. WK | Gesamt | Mandate | Fraktion     |
| --- | ------------------------------------------------------------------------------- | --------- | ------- | ------- | ------ | ------- | ------------ |
| N   | Christelijke Volkspartij (CVP)                                                  | 1.607.941 | 48,09   | –       | 29,54  | 7       | EVP          |
| N   | Socialistische Partij (SP)                                                      | 698.889   | 20,90   | –       | 12,84  | 3       | Soc.         |
| F   | Parti Socialiste (PS)                                                           | 575.824   | –       | 27,43   | 10,58  | 4       | Soc.         |
| N   | Partij voor Vrijheid en Vooruitgang (PVV)                                       | 512.363   | 15,32   | –       | 9,41   | 2       | LD           |
| F   | Parti Social Chrétien (PSC)                                                     | 445.912   | –       | 21,24   | 8,19   | 3       | EVP          |
| F   | Front démocratique des francophones-Rassemblement Wallon (FDF-RW)               | 414.603   | –       | 19,75   | 7,62   | 2       | fraktionslos |
| F   | Parti Réformateur Libéral (PRL)                                                 | 372.904   | –       | 17,76   | 6,85   | 2       | LD           |
| N   | Volksunie (VU)                                                                  | 372.904   | 17,76   | –       | 6,85   | 1       | CDI          |
| N F | Kommunistische Partij van België (KPB) Parti Communiste de Belgique (PCB)       | 145.796   | 1,19    | 5,05    | 2,68   | –       | –            |
| F   | Europe écologie (Ecolo)                                                         | 107.833   | –       | 5,14    | 1,98   | –       | –            |
| N   | Anders Gaan Leven (Agalev)                                                      | 77.986    | 2,33    | –       | 1,43   | –       | –            |
| N   | Vlaams Blok (VB)                                                                | 73.174    | 2,10    | –       | 1,28   | –       | –            |
| N F | Alle Machten aan de Arbeiders (AMADA) Tout le Pouvoir aux Ouvriers (TPO)        | 45.423    | 1,09    | 0,42    | 0,83   | –       | –            |
| N   | Vlaamse Volkspartij (VVP)                                                       | 34.706    | 1,04    | –       | 0,64   | –       | –            |
| F   | E-NON                                                                           | 22.187    | –       | 1,06    | 0,41   | –       | –            |
| F   | PLW-PLE                                                                         | 17.566    | –       | 0,84    | 0,32   | –       | –            |
| N F | Revolutionaire Arbeidersliga (RAL) Ligue révolutionnaire des travailleurs (LRT) | 16.911    | 0,32    | 0,30    | 0,31   | –       | –            |
| F   | PPB                                                                             | 9.704     | –       | 0,46    | 0,18   | –       | –            |
| F   | PFU                                                                             | 7.273     | –       | 0,35    | 0,13   | –       | –            |
| F   | Parti ouvrier européen (POE)                                                    | 4.617     | –       | 0,22    | 0,08   | –       | –            |

| Europawahl in Belgien 1979Niederländische Sprachgruppe %50403020100 49,120,917,815,32,32,11,5 CVPSPVUPVVAgalevVBSonst. | Europawahl in Belgien 1979Französische Sprachgruppe %3020100 27,421,219,817,85,13,7 PSPSCFDF-RWPRLEcoloKPB/PCBSonst. |